# Diktator
Diktator je osoba koja ima ili sebi prisvaja apsolutnu vlast i vlada neograničenom vlašću nekom zemljom.
U zapadnim zemljama diktature su često povezane s brutalnosti i ugnjetavanjem naroda. Diktatori se često povezuju s megalomanijom i brojni diktatori stvaraju kult ličnosti.

## Diktatori u antičkom Rimu
U posebno opasnim ratnim situacijama jedan od konzula bi, po nalogu Senata, imenovao diktatora na najviše šest mjeseci, koji bi potom preuzimao najvišu vojnu vlast. Diktatorov zamjenik bio je magister equitum (izvorno zapovjednik konjice). Kasnije je vojna funkcija diktatora postala sekundarna, i bivali su mu povjereni posebni unutarnjopolitički zadaci.
Tijekom izvanrednog stanja mirovala su sva prava naroda i njegovih zastupnika, prava koja je ostvarivao temeljem republikanske slobode. Čak su i ovlasti senata bile van snage.
Sula i Cezar ovu su moć zloupotrijebili kako bi trajno dobili izvanredne ovlasti. Ovu službu nije dobio više nitko nakon Cezara.

## Diktatori u suvremeno doba
Državno uređenje u kome je diktator prvi čovjek države zove se diktatura.